# Dammarie-sur-Saulx
Dammarie-sur-Saulx – miejscowość i gmina we Francji, w regionie Grand Est, w departamencie Moza.
Według danych na rok 1990 gminę zamieszkiwały 512 osoby, a gęstość zaludnienia wynosiła 45 osób/km² (wśród 2335 gmin Lotaryngii Dammarie-sur-Saulx plasuje się na 584. miejscu pod względem liczby ludności, natomiast pod względem powierzchni na miejscu 510.).